# Deng Ai

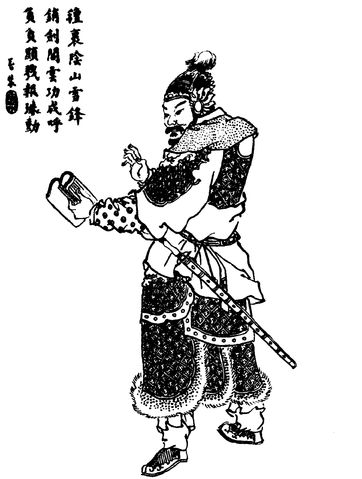
Deng Ai

Deng Ai (鄧艾, Dèng Ài; * 197; † 264) war ein Veteranengeneral der Wei-Dynastie zur Zeit der Drei Reiche im alten China.

## Leben
Er begann seinen Dienst in der Armee unter Cao Cao. Als junger Offizier wurde er dafür bekannt, dass er auf dem Schlachtfeld sofort die besten Plätze zur Stationierung von Truppen und Vorräten erspähte. Er wurde von Sima Yi gefördert und mit der Abwehr von Jiang Weis Raubzügen an der Südgrenze zu Shu beauftragt.
Im Jahr 263 eroberte er gemeinsam mit dem General Zhong Hui das Reich Shu. Jiang Wei schlug sie in Hanzhong zurück. Deng Ai riet dazu, die Armee durch den Pass von Yinpin (陰平) zu führen, aber Zhong Hui lehnte ab. Also machte sich Deng Ai allein mit seinen Truppen auf und konnte große Erfolge verbuchen. Er eroberte die Shu-Hauptstadt Chengdu und zwang den Kaiser Liu Shan, abzudanken.
Jiang Wei versuchte, das Reich Shu doch noch zu retten. Er tat sich mit seinen verbliebenen Truppen mit Zhong Hui zusammen, um gegen Deng Ai zu ziehen. Vorher aber trugen sie dem Offizier Wei Guan (衛瓘) auf, Deng Ai zu ermorden.
Jiang Weis Plan ging nicht auf, und Deng Ai tötete ihn und Zhong Hui. Wei Guans Soldaten flohen zu Deng Ai, aber Wei Guan fürchtete Deng Ais Rache und ermordete ihn 264 bei Nacht und Nebel.